# L'Assommeur
Pour plus de détails, voir Fiche technique et Distribution.
L'Assommeur (Thunderbolt) est un film américain réalisé par Josef von Sternberg, sorti en 1929.

## Synopsis
Dans une boîte de nuit de Harlem, Jim Lang, un violent criminel surnommé "Thunderbolt", apprend que sa petite amie Ritzy veut le quitter pour un employé de banque, beaucoup plus doux que lui, Bob. Une descente de police, déclenchée par Ritzi qui collabore avec la police pour l'arrêter, oblige Lang à s'éclipser et à se fondre dans la nature. Six mois plus tard, Thunderbolt retrouve la trace de Ritzi, qui vit chez Bob et sa mère. Jaloux, Thunderbolt veut assassiner son rival. Mais Ritzi lui a encore tendu un piège : il est arrêté par la police, envoyé en prison puis condamné à mort à la prison de Sing Sing. Ivre de vengeance, Thunderbolt cherche à tuer Bob coûte que coûte mais il comprend qu'il n'a pas d'autre choix que de laisser Ritzi l'épouser et renonce donc à l'éliminer.

## Fiche technique
- Titre : L'Assommeur
- Titre original : Thunderbolt
- Réalisation : Josef von Sternberg
- Scénario : Charles Furthman, Jules Furthman, Joseph L. Mankiewicz, Herman J. Mankiewicz et Josef von Sternberg
- Production : B.P. Fineman
- Société de production : Paramount Pictures
- Photographie : Henry W. Gerrard
- Montage : Helen Lewis
- Pays de production : États-Unis
- Format : Noir et blanc - Mono
- Genre : Drame
- Durée : 85 minutes
- Date de sortie : 1929

## Distribution
- George Bancroft : Thunderbolt Jim Lang
- Fay Wray : Ritzy
- Richard Arlen : Bob Morgan
- Tully Marshall : Directeur de la prison
- Eugenie Besserer : Mme Morgan
- George Irving : M. Corwin

Acteurs non crédités
- Ed Brady : Chuck, un prisonnier
- Theresa Harris : Une chanteuse